# Josef Gstrein
Josef „Josl” Gstrein (ur. 31 grudnia 1917 w Obergurgl, zm. 11 września 1980 w Sölden) – austriacki narciarz klasyczny specjalizujący się w kombinacji norweskiej i biegach narciarskich.
Reprezentował Austrię do 1938. Po Anschlussie zaczął reprezentować Trzecią Rzeszę. Jego największym sukcesem było zajęcie trzeciego miejsca w kombinacji na mistrzostwach świata w 1941, w których jednak wystartowali jedynie reprezentanci Rzeszy, Szwecji, Finlandii, Szwajcarii i Włoch. Po wojnie w 1946 podczas konferencji we francuskim mieście Pau, FIS zadecydowała jednak, że wyniki z tych mistrzostw nie będą wliczane do klasyfikacji ogólnej, gdyż liczba zawodników była zbyt mała.